# Pleione (orquídea)
Pleione é um género botânico pertencente à família das orquídeas (Orchidaceae).

## Descrição
Plantas com caules espessados comparativamente curtos, formando pseudobulbos anuais com uma ou duas folhas plicadas; inflorescência com uma ou duas flores de labelo grandemente livre da coluna, sem esporão mas ocasionalmente sacado na base.

## Espécies
1. Pleione albiflora P.J.Cribb & C.Z.Tang, Bot. Mag. 184: 117 (1983).
2. Pleione aurita P.J.Cribb & H.Pfennig, Orchidee (Hamburg) 39: 111 (1988).
3. Pleione braemii Pinkep., Orchidées Cult. Protect. 38: 27 (1999).
4. Pleione bulbocodioides (Franch.) Rolfe, Orchid Rev. 11: 291 (1903).
5. Pleione chunii C.L.Tso, Sunyatsenia 1: 148 (1933).
6. Pleione coronaria P.J.Cribb & C.Z.Tang, Bot. Mag. 184: 123 (1983).
7. Pleione formosana Hayata, J. Coll. Sci. Imp. Univ. Tokyo 30(1): 326 (1911).
8. Pleione forrestii Schltr., Notes Roy. Bot. Gard. Edinburgh 5: 106 (1912).
9. Pleione grandiflora (Rolfe) Rolfe, Orchid Rev. 11: 291 (1903).
10. Pleione hookeriana (Lindl.) J.Moore in B.S.Williams, Orch.-Grow. Man., ed. 6: 548 (1885).
11. Pleione humilis (Sm.) D.Don, Prodr. Fl. Nepal.: 37 (1825).
12. Pleione kaatiae P.H.Peeters, Richardiana 3: 132 (2003).
13. Pleione limprichtii Schltr., Repert. Spec. Nov. Regni Veg. Beih. 12: 346 (1922).
14. Pleione maculata (Lindl.) Lindl. & Paxton, Paxton's Fl. Gard. 2: 5 (1851).
15. Pleione microphylla S.C.Chen & Z.H.Tsi, Acta Phytotax. Sin. 38: 182 (2000).
16. Pleione pleionoides (Kraenzl.) Braem & H.Mohr, Orchis 67-68: 124 (1989).
17. Pleione praecox (Sm.) D.Don, Prodr. Fl. Nepal.: 37 (1825).
18. Pleione saxicola Tang & F.T.Wang ex S.C.Chen, Acta Phytotax. Sin. 25: 473 (1987).
19. Pleione scopulorum W.W.Sm., Notes Roy. Bot. Gard. Edinburgh 113: 218 (1921).
20. Pleione vietnamensis Aver. & P.J.Cribb in P.J.Cribb & I.Butterfield, Gen. Pleione , ed. 2: 46 (1999).
21. Pleione yunnanensis (Rolfe) Rolfe, Orchid Rev. 11: 292 (1903).